# زید بن ثابت
زید بن ثابت از اصحاب محمّد صل الله علیه و آله و سلم پیغمبر اسلام و از جمله انصار است. او کاتب قرآن و نیز کاتب مراسلات محمّد بود و با زبان‌های عبری، کلدانی و آشوری آشنایی داشت.
پس از فوت حضرت محمّد صل الله علیه و آله و سلم، و پس از کشته شدن تنی چند از قاریان در نبرد یمامه، زید پسر ثابت از ابوبکر مأموریت یافت آیات قرآن را گردآوری کند.زید بن ثابت، با علی بن ابی‌طالب بیعت نکرد و در دوران خلافت معاویه در مدینه درگذشت.

## نسب
زيد بن ثابت بن الضحاک بن زيد بن لوذان بن عمرو بن عبد عوف بن غنم بن مالك بن النجار تيم الله بن ثعلبة بن عمرو بن الخزرج النجاری الخزرجی الأنصاری